# 功績獎狀
功績獎狀（葡萄牙語：Título Honorífico de Valor）是澳門勳章、獎章和獎狀制度中獎狀的其中一種，授予對澳門特別行政區的聲譽、發展或社會進步作出重要貢獻的澳門特別行政區居民。

## 授勳名單
2001年
- 吳衛鳴
- 馬許願
- 韓靜
- André Couto

2002年
- 李峻
- 張佩思
- 黃伯祥
- 關雯菲
- 蘇偉良
- 澳門飲食業聯合商會

2003年
- 冼坤妹
- 梁綺媚
- 梁麗斯
- 陳倩玲
- 麥誠軒
- 項秉華
- 廖國敏
- 廖國瑋
- 潘志輝
- 謝榮瑤
- 澳門特殊奧運會

2004年
- 方約翰
- 艾明達
- 李雅穎
- 馬偉達
- 梁嘉詠
- 許健華
- 陳輝陽
- 黃清怡

2005年
- 王穎璋
- 秦志堅
- 區偉雄
- 張志遠
- 陳梓俊
- 麥沛然
- 黃響麟
- 楊厚芹
- 賈瑞
- 賈嘉慧
- 鍾家立
- 關淑梅
- 第四屆東亞運動會澳門龍舟女子小龍代表隊
- 第四屆東亞運動會澳門龍舟男子小龍代表隊
- 第十一屆亞洲雪屐曲棍球錦標賽澳門雪屐曲棍球代表隊

2006年
- 朱志偉
- 何司行
- 李楠
- 李鴻燦
- 潘麗芬
- 澳門愛心之友協進會

2007年
- 王衡鏘
- 席成清
- 楊浩源
- 鄭志威
- 第二屆亞洲室內運動會中國澳門南獅代表隊
- 澳門弱智人士服務協會
- 濠江中學步操旗樂隊

2008年
- 利安琪
- 吳偉豪
- 區均祥
- 梁嘉俊
- 陳耀棠
- 斐保羅
- 關淑賢
- 澳門弱智人士家長協進會
- 澳門旅行社協會
- 澳門旅遊商會
- 澳門旅遊業議會

2009年
- 王俊楠
- 伍星洪
- 李詠詩
- 高敏儀
- 許朗
- 張少玲
- 張丹
- 張之博
- 張志歡
- 溫家樂
- 馮燕虹
- 劉霞
- 羅慶江
- Soler - Dino and Julio

2010年
- 余成斌
- 李廣祥
- 周文顥
- 徐雪茵
- 梁家榮
- 黃泳文
- “美國高中數學競賽”澳門區代表隊

2011年
- 何文輝
- 吳詠梅
- 洪嘉儀
- 胡諾言
- 敖博文
- 廖俊浩
- 趙偉強
- 澳門基督教新生命團契S.Y部落　(Smart－Youth)

2012年
- 王嘉暉
- 李禕
- 劉冠華
- 謝銀銀
- 蘇展鵬
- 中國澳門雪屐曲棍球男子代表隊
- 澳門青年藝能志願工作會

2013年
- 謝俊昇
- 王嘉暉
- 譚知微
- 尤俊賢
- 庄嘉成
- 郭建恆
- 馮瀟
- 劉情
- 蔡奧龍

2014年
- 徐雪茵
- 周文顥
- 澳門跳水隊
- 李禕
- 黃俊華
- 張佩思
- 賈嘉慧
- 劉情
- 王俊楠
- 陳茵穎
- 羅見訢
- 張偉恆
- 周鉅宏

2015年
- 呂艷蘭
- 周昊天
- 周家熙
- 馬英
- 張清雯
- 張少燕
- 蘇嘉鳳
- 蔡嘉淇
- 「美國高中數學競賽」澳門區代表隊
- 培正中學水底機械人小組
- 澳門大學游泳隊

2016年
- 勞工子弟學校「摩擦力分析儀」發明團隊
- 勞工子弟學校「可攜式環保淨水器」發明團隊
- 李君濠
- 李偉誠

2017年
- 張向晨
- 林啟興
- 周昊天
- 培正中學「國際科學與工程大獎賽2017」參賽隊伍

2018年
- 林愛敏
- 余彩紅
- 培正中學 “國際科學與工程大獎賽2018（Intel ISEF）”參賽隊伍
- 梁英偉

2019年
- 培正中學“國際科學與工程大獎賽2019 (Intel ISEF)”參賽隊伍（機械工程範疇三等獎）
- 培正中學“國際科學與工程大獎賽2019 (Intel ISEF)”參賽隊伍（中國科學技術協會專項獎）
- 澳門大學附屬應用學校“國際科學與工程大獎賽2019 (Intel ISEF)”參賽隊伍（材料科學範疇四等獎）
- 簡易判斷學生近視的主覺驗光儀參賽隊伍
- 馮學健
- 何啟邦
- 黃心妍
- 鄭樂妍
- 劉昭朗
- 張子健
- 張子聰

2020年
- 前往非洲支援抗疫工作行動隊伍
- 武漢包機接回滯留湖北澳門居民行動隊伍
- 接回滯留日本鑽石公主號郵輪澳門居民行動隊伍

2021年
- 陳裕嘉
- 陳珮琳

2022年
- 陳泊仁
- 蔡嘉慧

2023年
- 培正中学“一种基于颜色混合原理的色盲检查分析仪”参赛团队
- 濠江中学“一膏见痂 ─ 匿于泥土与花间的密语”参赛团队
- 刘乐柔
- 黄俊华
- 余彩红
- 宋子君
- 王璨玮
- 林煜翔

2024年
- 培道中學天文小組
- 徐子恒
- 梁博睎
- 吳文杰
- 王璨瑩